# 미국 북장로교회
미국 장로교회(Presbyterian Church in the United States of America, PCUSA)는 1789년부터 1958년까지 존재했던 장로교 교단이다. 그 해 PCUSA는 북미 연합장로교회와 합병했다. 새 교회는 미국 연합장로교회로 명명되었으며, 현대 미국장로교의 전신이다.
이 교단은 식민지 시대에 스코틀랜드 교회 교인들과 아일랜드 출신 장로교인들이 처음 미국으로 이민 오면서 시작되었다. 미국 독립 혁명 이후, PCUSA는 새로운 나라의 장로교인들을 위해 전국적인 리더십을 제공하고자 필라델피아에서 조직되었다. 1861년 남북 전쟁으로 촉발된 노예 제도, 정치, 신학적 분쟁으로 인해 미국 남부의 장로교인들은 교단에서 분리되었다. 이들은 미국 남장로교회를 설립했는데, 흔히 "남부 장로교회"라고 불렸다. 이에 반해 PCUSA는 북부 장로교회로 불렸다. PCUSA가 "북부 교회"로 지정되었음에도 불구하고, 후기에는 다시 전국적인 교단이 되었다.
시간이 지나면서 전통적인 칼뱅주의는 교회의 교리와 관습을 형성하는 데 덜 중요한 역할을 하게 되었다. 19세기 초에는 아르미니우스주의와 기독교 부흥운동, 19세기 말에는 자유주의 신학, 그리고 20세기 중반에는 신정통주의의 영향을 받았다. 교단 내의 신학적 긴장은 1920년대와 1930년대의 근본주의자-현대주의자 논쟁에서 표출되었는데, 이 갈등은 기독교 근본주의의 발전을 이끌었고 현대 미국 복음주의에 역사적으로 중요한 의미를 가진다. 자유주의 경향에 불만을 품은 보수주의자들은 1936년 정통장로교회를 결성하기 위해 떠났다.

## 역사

### 식민지 시대

#### 초기 조직화 노력 (1650–1729)

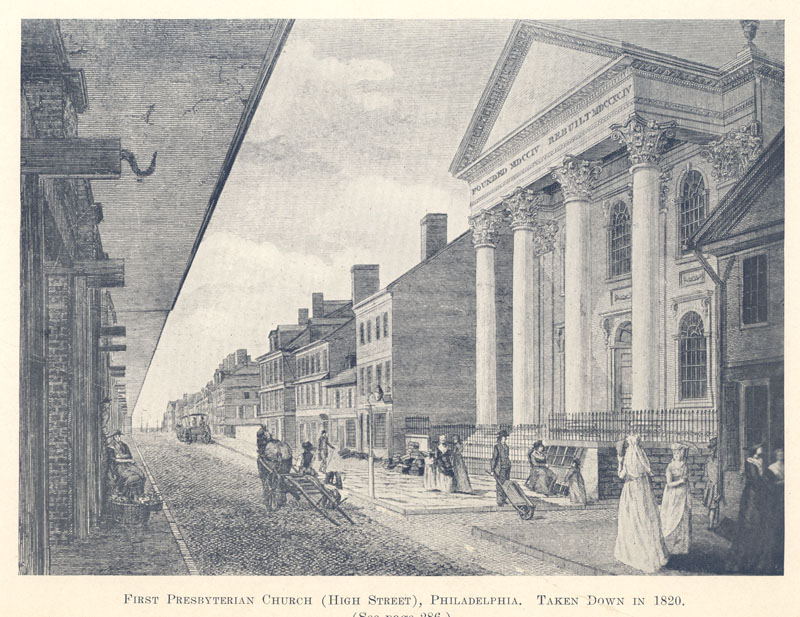
하이 스트리트(현재 마켓 스트리트)에 위치했던 필라델피아의 초기 필라델피아 제1장로교회 삽화. 제1장로교회는 최초의 노회와 최초의 시노드가 모인 장소였다.

장로교의 기원은 16세기 종교 개혁이다. 프랑스 신학자이자 법률가인 장 칼뱅(1509~64)의 저술은 그 이전에 울리히 츠빙글리의 설교와 저술 형태로 존재했던 많은 개혁주의 사상을 확고히 했다. 존 칼뱅에게 배우기 위해 제네바로 유학을 갔던 스코틀랜드 출신의 전 가톨릭 사제 존 녹스는 칼뱅의 가르침을 스코틀랜드로 가져와 1560년 스코틀랜드 종교 개혁을 이끌었다. 그 결과 스코틀랜드 교회는 개혁주의 신학과 장로제를 받아들였다. 얼스터 스코틀랜드인들은 그들의 장로교 신앙을 아일랜드로 가져갔고, 그곳에서 후에 아일랜드 장로교회가 될 기초를 놓았다.
17세기 후반까지 장로교인들은 영국령 북아메리카로 이민을 오고 있었다. 스코틀랜드와 스코틀랜드계 아일랜드 이민자들은 중부 식민지, 특히 필라델피아에서 강력한 장로교의 존재에 기여했다. 그러나 1706년 이전에는 장로교 회중들이 아직 노회나 시노드로 조직되지 않았다.
1706년, 프랜시스 마키미가 이끄는 7명의 목사들이 북아메리카 최초의 노회인 필라델피아 노회를 설립했다. 이 노회는 주로 회원들 간의 교제와 규율을 증진하기 위해 만들어졌으며, 점차적으로 통치 기관으로 발전했다. 초기에는 회원 교회들이 뉴저지, 펜실베이니아, 델라웨어, 메릴랜드에 위치했다. 추가적인 성장에 따라 1717년 필라델피아 시노드("총회 시노드"로 알려짐)가 창설되었다. 이 시노드의 회원 구성은 모든 목사와 각 회중에서 선출된 한 명의 평신도 장로로 이루어졌다.
시노드는 여전히 공식적인 신앙 고백이 없었다. 스코틀랜드 교회와 얼스터 시노드는 이미 성직자들에게 웨스트민스터 신앙고백에 서약할 것을 요구했다. 1729년, 시노드는 성직자들이 웨스트민스터 신앙고백과 대요리문답, 소요리문답에 동의할 것을 요구하는 채택법을 통과시켰다. 그러나 서약은 "신앙의 필수적이고 필요한 조항"으로 간주되는 고백서의 부분에 대해서만 요구되었다. 목사들은 자신들의 양심의 가책을 노회나 시노드에 선언할 수 있었고, 그러면 노회나 시노드는 목사의 견해가 허용 가능한지 결정했다. 타협책으로 마련되었음에도 불구하고, 채택법은 고백서에 대한 엄격한 준수를 선호하는 이들로부터 반대받았다.

#### 구학파–신학파 논쟁 (1730–1758)
1730년대와 1740년대에 장로교회는 제1차 대각성 운동의 영향으로 분열되었다. 스코틀랜드-아일랜드계 부흥주의 전통에서 비롯된 복음주의 목사들, 예를 들어 윌리엄과 길버트 테넌트는 의식적인 회심 경험의 필요성과 성직자들 사이의 높은 도덕적 기준의 필요성을 강조했다.
다른 장로교인들은 부흥주의가 교회 질서에 위협이 된다고 우려했다. 특히 노회 경계를 넘나드는 순회 설교 관행과 다른 목사들의 회심 경험을 의심하는 부흥주의자들의 경향은 "신학파"로 알려진 부흥주의 지지자들과 "구학파"로 알려진 보수주의 반대자들 사이에 논란을 불러일으켰다. 구학파와 신학파는 즉각적인 구원의 확신 가능성에 대해 의견이 달랐지만, 논쟁은 주로 신학적인 것이 아니었다. 양측 모두 이신칭의, 예정, 그리고 중생이 단계적으로 일어난다고 믿었다.
1738년, 시노드는 순회 설교를 제한하고 목회자 교육 요건을 강화하기로 결정했는데, 신학파는 이에 반발했다. 양측 간의 긴장은 1741년 5월 시노드까지 계속 고조되었고, 결국 두 파벌 간의 명확한 분열로 끝났다. 구학파는 필라델피아 시노드의 통제권을 유지했으며, 즉시 양심의 가책을 표명할 선택권 없이 웨스트민스터 신앙고백에 대한 무조건적인 서약을 요구했다. 신학파는 뉴욕 시노드를 설립했다. 새로운 시노드는 채택법에 따라 웨스트민스터 신앙고백에 대한 서약을 요구했지만, 안수를 위해 대학 학위는 필요하지 않았다.

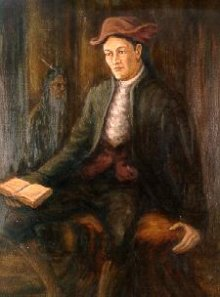
아메리카 원주민 선교사 데이비드 브레이너드

논란이 격화되는 동안, 미국 장로교인들은 또한 그들의 영향력을 확대하는 데 관심을 가졌다. 1740년에 Society in Scotland for the Propagation of Christian Knowledge의 뉴욕 지부가 설립되었다. 4년 후, 데이비드 브레이너드는 아메리카 원주민들을 위한 선교사로 파견되었다. 신학파 장로교인들은 주로 1746년에 목사를 양성하기 위해 프린스턴 대학교(원래 뉴저지 칼리지)를 설립하는 데 책임이 있었다.
1758년까지 양측은 화해할 준비가 되어 있었다. 수년에 걸쳐 신학파 부흥주의는 덜 급진적으로 변했다. 동시에 구학파 장로교인들은 수적 감소를 겪고 있었고, 신학파의 활력과 성장에 참여하기를 열망했다. 두 시노드는 합쳐져 뉴욕 및 필라델피아 시노드가 되었다. 연합된 시노드는 신학파의 조건에 따라 설립되었다: 채택법 조항에 따른 서약; 노회는 안수 후보자들을 심사하고 면허를 부여하는 책임; 후보자들은 학습, 정통성 및 "종교에 대한 실험적 지식"(즉, 개인적인 회심 경험)에 대해 심사받아야 함; 그리고 부흥은 하나님의 역사로 인정됨.

### 미국 독립 (1770–1789)
1770년대 초, 미국 장로교인들은 처음에는 미국 독립을 지지하는 데 주저했지만, 시간이 지나면서 많은 장로교인들이 미국 독립 전쟁을 지지하게 되었다. 렉싱턴 콩코드 전투 이후, 뉴욕 및 필라델피아 시노드는 1775년 5월에 장로교인들에게 제2차 대륙회의를 지지하면서도 조지 3세에게 충성을 유지할 것을 촉구하는 서한을 발표했다. 프린스턴 대학의 총장인 존 위더스푼은 한 설교에서 "지금 미국이 무장하고 있는 대의는 정의와 자유, 그리고 인간 본연의 대의"라고 설교했다. 위더스푼과 11명의 다른 장로교인들은 미국 독립선언에 서명했다.
전쟁 전에도 많은 장로교인들은 단일 시노드 시스템이 수적으로나 지리적으로 확장되는 교회의 요구를 충족시키기에 더 이상 적절하지 않다고 느꼈다. 모든 성직자들은 연례 시노드 회의에 참석해야 했지만, 어떤 해에는 참석률이 30% 미만이었다. 1785년에 총회 설립 제안이 시노드에 제출되었고, 정부 계획을 작성하기 위한 특별 위원회가 구성되었다.
계획에 따르면, 이전의 시노드는 총회의 권한 아래 네 개의 새로운 시노드로 나뉘었다. 이 시노드들은 뉴욕과 뉴저지, 필라델피아, 버지니아, 그리고 캐롤라이나였다. 스코틀랜드 교회와 비교했을 때, 이 계획은 노회에 더 많은 권한과 자율성을 부여했다. 시노드와 총회는 "교회 생활을 통합하고, 항소를 심의하며, 전체 교회의 일반적인 복지를 증진하는 기관"이 되어야 했다. 이 계획에는 스코틀랜드 교회의 1697년 Barrier Act의 조항이 포함되어 있었는데, 이는 총회가 교회의 헌법과 교리에 중대한 변화를 가하기 전에 대다수 노회의 승인을 받을 것을 요구했다. 헌법에는 웨스트민스터 신앙고백과 대소요리문답이 교회의 하위 표준(즉, 성경에 종속됨)으로 포함되었으며, (상당히 변경된) 웨스트민스터 예배 지침서도 포함되었다. 웨스트민스터 신앙고백은 민정부에 대한 가르침을 미국 관습에 맞게 수정되었다.
1787년에 이 계획은 비준을 위해 노회로 보내졌다. 시노드는 1788년 5월에 마지막 회의를 열었다. 미국 장로교회의 첫 번째 총회는 1789년 5월 필라델피아에서 열렸다. 당시 교회는 4개의 시노드, 16개의 노회, 177명의 목사, 419개의 회중, 그리고 약 18,000명의 교인을 가지고 있었다.

### 19세기

#### 교단 간 사회

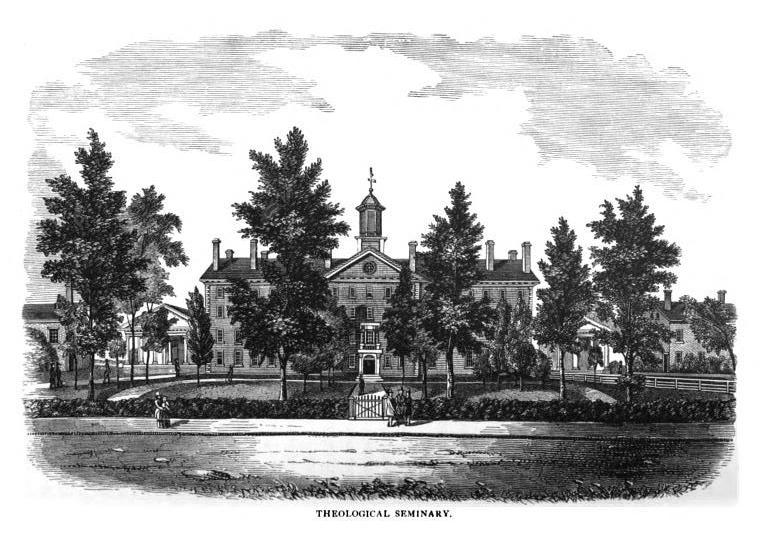
1800년대의 프린스턴 신학교

18세기 후반과 19세기 초반에 미국인들은 동부 해안을 떠나 내륙으로 정착했다. 그 결과 중 하나로 PCUSA는 1801년에 뉴잉글랜드의 회중 교회와 연합 계획에 서명했는데, 이는 두 단체 간의 협력을 공식화하고, 개척 지역 회중을 위한 적절한 방문과 설교를 제공하며, 두 교단 간의 경쟁을 없애기 위한 시도였다. 북동부 장로교회의 큰 성장률은 부분적으로 서부 개척 지역의 회중 교회 정착민들을 포용한 데 기인한다.
미국 성공회와 감리교회 전통의 순회 설교자들과 다르지 않게, 노회들은 종종 넓은 지역에 흩어져 있는 여러 회중에서 사역하도록 면허를 받은 사람들을 파송했다. 교육받은 성직자의 필요를 충족시키기 위해 프린스턴 신학교와 유니온 장로교 신학교가 1812년에 설립되었고, 이어서 1821년에 오번 신학교가 설립되었다.

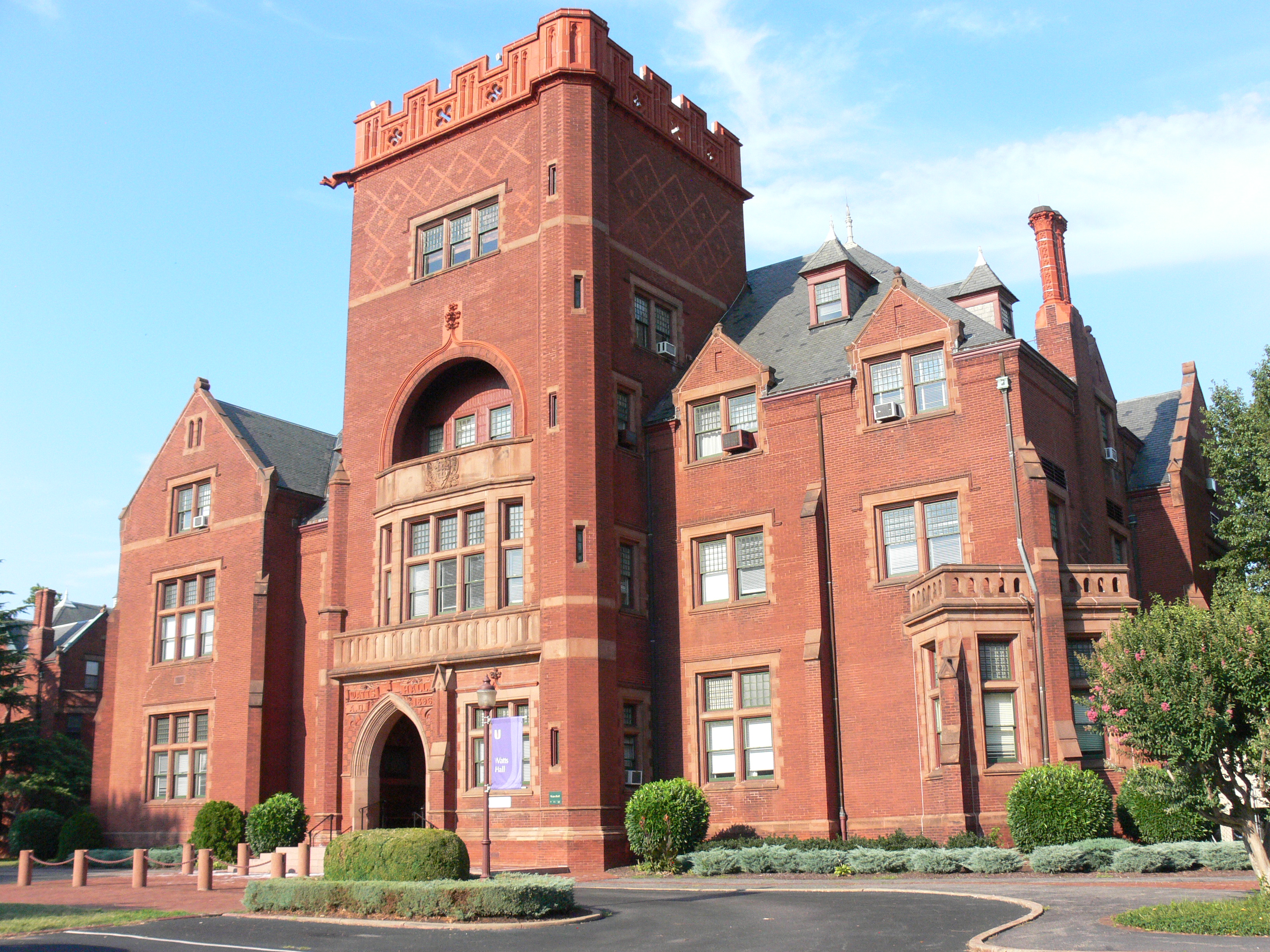
유니온 장로교 신학교의 와츠 홀

북동부 지역의 성장은 주일학교, 금주 협회, 전도지 및 성경 협회, 고아원과 같은 도덕 개혁 단체들의 설립과 함께 이루어졌다. 자발적 조직의 확산은 후천년설, 즉 인간의 노력으로 조성된 평화와 번영의 시대가 끝날 때 그리스도의 재림이 일어날 것이라는 믿음에 의해 장려되었다. 1815년 총회는 도덕성 증진을 위한 사회 설립을 권고했다. 미국 성경 협회, 미국 주일학교 연합, 미국식민협회와 같은 조직들은 이론적으로는 교단 간 연합이었지만, 장로교인들이 지배적이었고 장로교회의 비공식 기관으로 간주되었다.
선교 활동에 대한 지원 또한 19세기의 우선 과제였다. 첫 총회는 네 개의 시노드 각각에 두 명의 선교사를 임명하고 지원하도록 요청했다. 장로교인들은 뉴욕 선교회(1796), 북 버크셔 및 컬럼비아 선교회(1797), 코네티컷 선교회(1798), 매사추세츠 선교회(1799), 보스턴 여성 선교회(1800)를 포함한 초기 지역 및 독립 선교회 창설에 주도적인 역할을 했다. 첫 교단 선교 기관은 1802년에 개별 노회 및 유럽 선교회와의 협력을 조율하기 위해 설립된 선교 상임 위원회였다. 이 위원회의 업무는 1816년에 확대되어 선교 위원회가 되었다.
1817년, 총회는 다른 두 개혁주의 교단, 즉 네덜란드 개혁교회의 미국 지부(현재의 미국 개혁교회)와 연합 개혁교회와 함께 연합 해외선교회(United Foreign Missionary Society)를 설립했다. 이 연합회는 특히 아메리카 원주민들과 중앙 및 남아메리카 주민들 사이의 사역에 집중했다. 이 교단들은 또한 미국 내에 선교사들을 파견하기 위한 연합 국내선교회(United Domestic Missionary Society)를 설립했다.
1826년, 회중교회 신자들이 이 연합 노력에 동참했다. 회중교회 선교회는 연합 국내 선교회와 합쳐져 미국 국내 선교회가 되었다. 회중교회의 미국 해외 선교 위원회(ABCFM)는 총회의 공인된 선교 기관이 되었고, 연합 해외 선교회(United Foreign Missionary Society)의 활동은 미국 이사회에 통합되었다. 1831년까지 ABCFM 이사회 회원과 선교사 대다수는 장로교인이었다. 그 결과, 이 기관에 의해 설립된 대부분의 지역 교회는 장로교회였다.

#### 제2차 대각성 운동

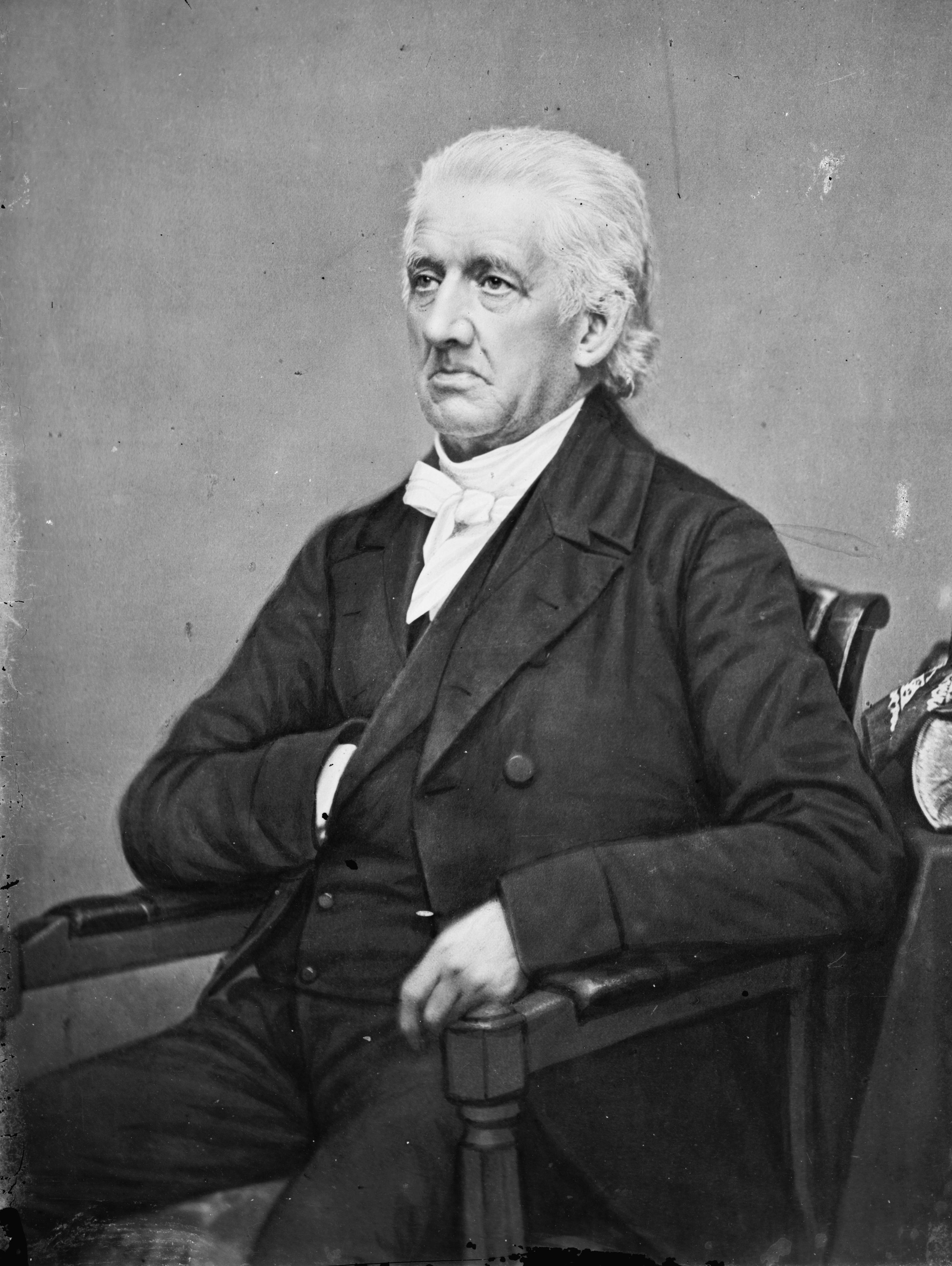
라이먼 비쳐는 저명한 장로교 부흥 운동가이자 미국 금주 운동 협회의 공동 창립자였다.

성장의 또 다른 주요 자극은 제2차 대각성 운동(1790년경 – 1840년)이었다. 이 운동은 처음에 1787년 버지니아의 장로교 기관인 햄프던-시드니 대학에서 학생 부흥 운동에서 시작되었다. 거기서부터 부흥 운동은 버지니아의 장로교회로 퍼졌고, 이어서 노스캐롤라이나와 켄터키로 확산되었다. 1800년 부흥 운동은 장로교 목사인 제임스 맥그레이디가 주도한 모임에서 처음 시작된 부흥 운동 중 하나였다. 제2차 대각성 운동에서 가장 유명한 캠프 미팅인 켄터키의 케인 리지 부흥 운동은 지역 장로교 목사인 바턴 W. 스톤의 지도 아래 전통적인 스코틀랜드 성찬 기간에 일어났다. 1만 명이 넘는 사람들이 케인 리지에 모여 장로교인뿐만 아니라 감리교인과 침례교 설교자들의 설교를 들었다.
제1차 대각성 운동과 마찬가지로, 장로교 목사들은 새로운 부흥 물결의 성과에 대한 평가를 두고 분열되었다. 많은 이들이 일부 참가자들이 보인 "과도한 행동"을 부흥 운동이 신학적으로 타협된 징후로 지적했는데, 예를 들어 신음, 웃음, 경련, "떨림"(종교적 황홀경, 거룩한 웃음, 영성 안에서 쓰러짐 참조) 등이었다. 또한 부흥주의 목사들이 자유의지론적 아르미니우스주의를 옹호하여 예정론을 거부하는 경향에 대한 우려도 있었다.
아르미니우스주의 신념으로 인해 이단 혐의를 받게 되자, 장로교 목사 리차드 맥네마와 존 톰슨은 바턴 W. 스톤과 다른 두 목사와 함께 켄터키 시노드에서 탈퇴하여 1803년에 독립적인 스프링필드 노회를 결성하기로 결정했다. 이 목사들은 나중에 스프링필드 노회를 해산하고, 크리스천 교회 (제자회)와 그리스도의 교회 교단이 시작된 미국의 성경 복귀 운동의 창시자가 되었다.
한편, 켄터키 시노드 내의 컴벌랜드 노회 역시 목사 부족에 직면하여, 일반적으로 교육 수준이 낮고 웨스트민스터 신앙고백에 완전히 동의할 수 없는 성직 후보자들에게 면허를 부여하기로 결정했다. 1805년에 시노드는 이 목사들 중 다수를 정직시켰고, 심지어 여러 명에게 이단 혐의를 제기했으며, 1806년에는 노회를 해산했다. 1810년, 시노드의 조치에 불만을 품은 목사들이 컴벌랜드 장로교회(CPC)를 결성했다. CPC는 이중 예정론과 제한 속죄 교리를 거부하는 수정된 웨스트민스터 신앙고백을 채택했다.
북동부 지역의 교회 성장은 부흥 운동과 함께 이루어졌다. 남부의 부흥 운동보다 차분하고 절제되었지만, 제2차 대각성 운동은 북동부 지역의 종교를 변화시켰고, 종종 장로교인과 회중교회 신자들이 주도했다. 연합 계획은 원래 회중교회 신자들이 구상한 뉴잉글랜드신학(새로운 신학 및 뉴헤이븐 신학으로도 알려짐)의 확산을 가져왔다. 뉴잉글랜드 신학은 전통적인 칼뱅주의를 수정하고 완화하여 아담의 죄의 전가 교리를 거부하고, 정부론적 속죄론을 채택하며, 자유 의지를 더욱 강조했다. 이는 본질적으로 부흥주의에 도움이 되는 칼뱅주의를 구축하려는 시도였다. 필라델피아 시노드가 1816년 새로운 신학을 이단으로 비난했지만, 총회는 뉴잉글랜드 신학이 웨스트민스터 신앙고백과 충돌하지 않는다고 결론내렸다.

#### 구학파–신학파 논쟁
총회가 평화와 통일을 증진하려는 시도에도 불구하고, 1820년대에 신앙고백 서약, 부흥 운동, 뉴잉글랜드 신학의 확산 문제로 인해 구학파와 신학파라는 두 개의 뚜렷한 파벌이 형성되었다. 신학파는 부흥 운동과 뉴잉글랜드 신학을 옹호했지만, 구학파는 부흥 운동의 극단에 반대하고 웨스트민스터 신앙고백에 대한 엄격한 준수를 원했다. 구학파 장로교의 이념적 중심은 아치볼드 알렉산더와 찰스 호지의 지도 아래 프린스턴 신학으로 알려진 개혁파 스콜라주의의 한 형태로 자리 잡은 프린스턴 신학교였다.

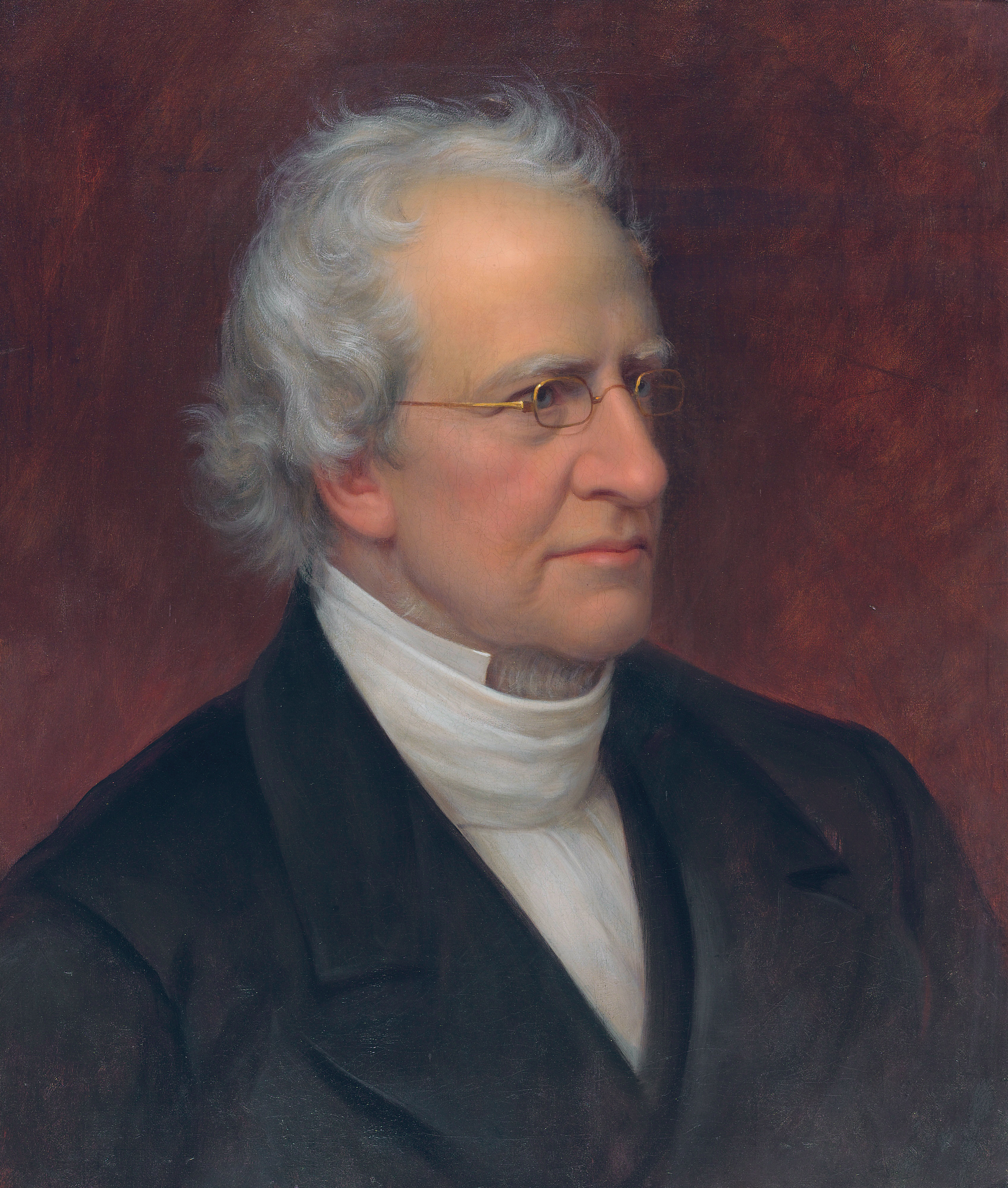
램브란트 필이 그린 찰스 호지의 초상화. 호지는 프린스턴 신학의 주요 지지자였다.

저명한 신학파 지도자들의 이단 재판은 교단 내 분열을 더욱 심화시켰다. 필라델피아의 노회와 시노드 모두 필라델피아 제1장로교회의 목사인 앨버트 반즈를 이단으로 판결했다. 그러나 구학파 장로교인들은 1831년 신학파가 지배하는 총회가 혐의를 기각했을 때 분노했다. 유명한 부흥 운동가이자 도덕 개혁가이며 새로 설립된 레인 신학교의 총장인 라이먼 비쳐는 1835년 이단 혐의로 기소되었지만 역시 무죄 판결을 받았다.
신학파에서 가장 급진적인 인물은 저명한 전도자 찰스 G. 피니였다. 피니의 부흥 운동은 장기 집회, 즉흥 설교, 걱정하는 자 그리고 기도 모임을 포함하는 그의 "새로운 방법"이 특징이었다. 앨버트 볼드윈 도드는 피니가 펠라기우스주의를 설교한다고 비난하며 그에게 장로교회를 떠날 것을 촉구했다. 피니는 1836년에 실제로 그렇게 하여 뉴욕시의 브로드웨이 태버나클의 목사로서 회중교회에 합류했다.

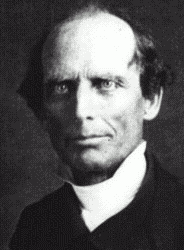
찰스 G. 피니는 제2차 대각성 운동의 지도자이자 신학파 장로교 목사였다.

구학파는 회중 교회와의 연합 계획이 장로교 교리와 질서를 훼손했다고 확신했다. 1837년 총회에서 구학파 다수는 연합 계획에 따라 설립된 모든 교회 법정을 장로교회에서 제외하는 결의안을 성공적으로 통과시켰다. 총 3개의 뉴욕 시노드와 1개의 오하이오 시노드, 그리고 28개의 노회, 509명의 목사, 6만 명의 교인(PCUSA 전체 회원의 5분의 1)이 교회에서 제외되었다. 신학파 지도자들은 뉴욕 오번에서 모여 자신들의 칼뱅주의 정통성을 16가지로 방어하는 어번 선언서를 발표하며 이에 대응했다.
1838년 5월 필라델피아에서 총회가 열렸을 때, 신학파 대표들은 착석을 시도했으나 강제로 퇴장당하여 도시의 다른 곳에서 자신들의 총회를 소집해야 했다. 구학파와 신학파는 마침내 규모가 거의 같은 두 개의 별개 교회로 분열되었다. 그러나 두 교회 모두 스스로를 미국 장로교회라고 주장했다. 펜실베이니아 대법원은 구학파 단체가 분열되지 않은 PCUSA의 합법적인 후계자라고 판결했다.

#### 노예 제도 분쟁 및 남북 전쟁 분열

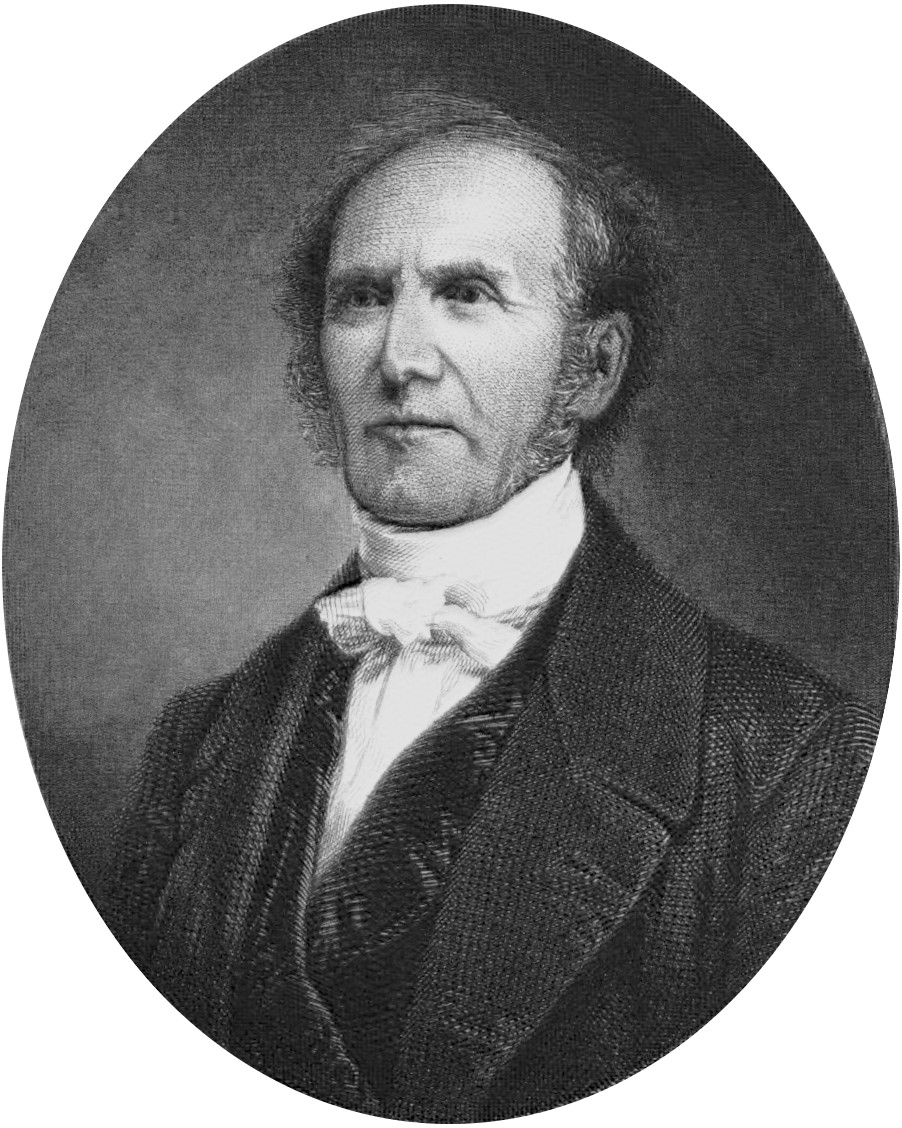
브릭 장로교회의 목사이자 총회 의장(구학파)을 지낸 가디너 스프링의 초상화

필라델피아 및 뉴욕 시노드는 1787년 온건한 노예제 폐지론을 표명했는데, 당시 모든 구성원들에게 "그들이 살고 있는 국가의 시민 사회의 이해와 상태에 부합하는 가장 신중한 조치를 사용하여 결국 미국에서 노예 제도를 최종적으로 폐지하도록" 권고했다. 동시에 남부의 장로교인들은 노스캐롤라이나 장로교 목사 헨리 패틸로가 쓴 "흑인 교리 문답"과 같이 그들의 종교 교육에서 현상 유지를 강화하는 데 만족했다. 패틸로의 교리 문답에서 노예들은 그들의 삶의 역할이 하나님에 의해 정해졌다고 배웠다.
1795년, 총회는 노예 소유가 파문의 근거가 될 수 없다고 판결했지만, 노예 제도의 최종 폐지에 대한 지지도 표명했다. 나중에 총회는 노예 제도를 "가장 소중하고 신성한 인간 본연의 권리에 대한 중대한 위반이자 하나님의 율법과 완전히 모순되는 것"이라고 불렀다. 그럼에도 불구하고, 1818년 버지니아에서 사역하던 노예제 폐지론자이자 장로교 목사인 조지 본은 기독교 노예 소유자들에 대한 강력한 비판에 대한 보복으로 그의 남부 노회에 의해 성직이 박탈되었다. 총회는 문제 해결에 점점 더 소극적이었고, 논쟁에서 온건한 입장을 취하는 것을 선호했지만, 1830년대에는 교회가 구학파-신학파 논쟁으로 분열되는 동시에 노예 제도를 둘러싼 긴장이 고조되고 있었다.
구학파와 신학파 간의 갈등은 노예 제도 논란과 합쳐졌다. 신학파의 도덕 개혁과 자발적 사회에 대한 열정은 노예 제도 폐지 운동과의 증대하는 동일시에서 분명히 드러났다. 그러나 구학파는 총회와 대규모 교회가 성경에 명시적으로 언급되지 않은 도덕적 문제에 대해 입법해서는 안 된다고 확신했다. 이는 사실상 대다수의 남부 장로교인들이 구학파를 지지하도록 이끌었다.
노예제도를 둘러싼 첫 결정적인 분열은 신학파 장로교회 내부에서 일어났다. 1858년, 신학파에 속하는 남부 시노드와 노회는 탈퇴하여 노예제도를 옹호하는 연합 장로교 시노드를 설립했다. 구학파 장로교인들은 남북 전쟁 발발 후 1861년에 뒤따랐다. 5월, 구학파 총회는 장로교인들에게 미국 헌법과 미국 연방 정부를 지지할 것을 요구하는 논란의 여지가 있는 가디너 스프링 결의안을 통과시켰다.

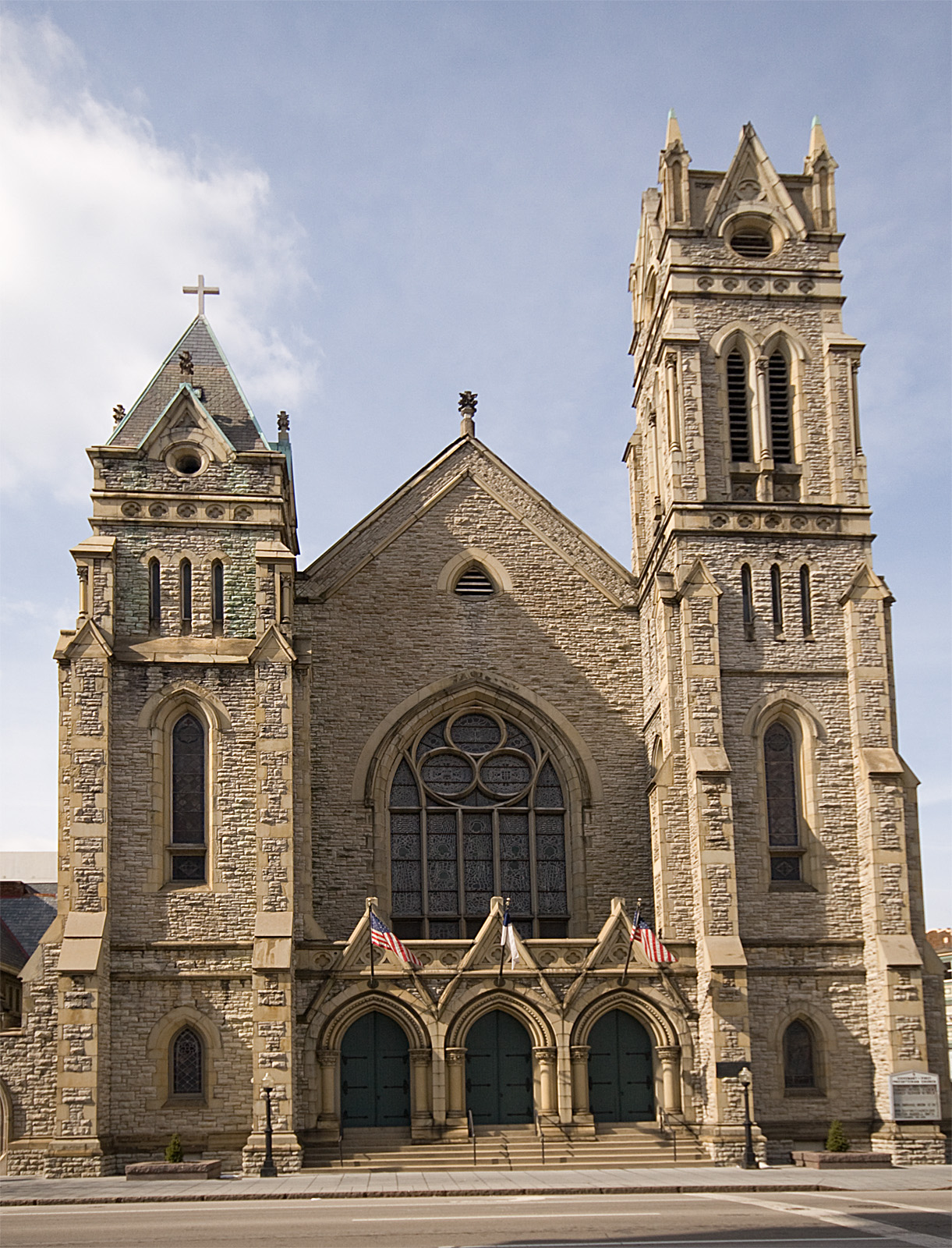
1875년에 제2장로교회로 완공된 오하이오 신시내티의 언약 제1장로교회. 라이먼 비쳐는 1833년부터 1843년까지 제2장로교회 목사로 시무했다.

이에 대한 응답으로, 남부의 구학파 노회 대표들은 12월 조지아주 오거스타에 모여 아메리카 연합국 장로교회를 결성했다. 연합국 장로교회는 1864년 더 작은 연합 시노드를 흡수했다. 1865년 연합국의 패배 후, 이 교회는 미국 남장로교회(PCUS)로 이름이 변경되었고, 역사 전반에 걸쳐 흔히 "남부 장로교회"로 불렸으며, PCUSA는 "북부 장로교회"로 알려졌다.

#### 북부의 구학파-신학파 재결합
1850년대에 북부의 신학파 장로교인들은 더 온건한 입장으로 이동하고 더 강력한 장로교 정체성을 재확인했다. 이는 1852년 신학파 교회와 회중교회 간의 연합 계획이 중단되면서 도움이 되었다. 남북 전쟁 동안 북부의 구학파와 신학파 장로교인들은 기독교 위원회에 참여하여 연방 병사들에게 종교 및 사회 서비스를 제공했다. 더욱이, 두 학파 모두 연방의 정당성을 과감하게 선포하고 새로이 회복된 미국이 천년왕국을 열어가는 역할에 대한 사색에 몰두했다. 이는 사실상 교회를 정치 문제에 개입시키는 것에 대한 구학파의 가르침을 철회하는 것이었다.
북부의 구학파 지도자 대다수는 신학파의 정통성을 확신했다. 구학파 내 일부, 주로 프린스턴 신학자 찰스 호지는 여전히 신학파 내에 뉴헤이븐 신학을 고수하는 목회자들이 있다고 주장했다. 그럼에도 불구하고, 북부의 구학파와 신학파 총회 및 대다수 노회는 1869년 PCUSA의 재통합을 승인했다.

#### 고등비평과 브릭스 이단 재판

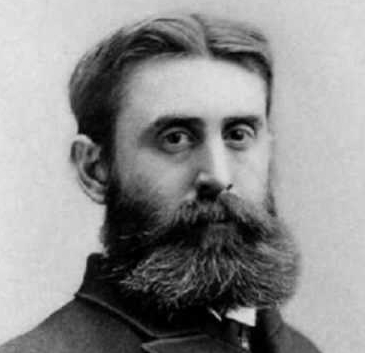
1886년부터 1921년까지 프린스턴 신학교의 교장이었던 벤저민 워필드

1869년 재결합 이후 수십 년 동안 보수주의자들은 "광교회파"와 모더니스트 신학의 위협에 대한 두려움을 표명했다. 이러한 두려움은 부분적으로 이단 재판(예: 1874년 인기 시카고 설교자 데이비드 스윙의 무죄 판결)과 웨스트민스터 신앙고백을 개정하려는 움직임이 커지면서 촉발되었다. 이 자유주의 운동은 프린스턴 신학자 A. A. 호지와 벤저민 워필드에 의해 반대되었다.
다윈 진화론이 북부 장로교인들에게는 큰 문제가 되지 않았는데, 대부분이 어떤 형태의 유신진화론에 적응했기 때문이었다. 그러나 고등비평으로 알려진 새로운 성경 해석 분야는 큰 논란을 불러일으켰다. 비교 언어학, 고고학, 문학 분석을 활용하여 율리우스 벨하우젠과 다비드 슈트라우스와 같은 독일 고등비평 지지자들은 성경에 대한 오래된 가정들에 의문을 제기하기 시작했다. PCUSA 내에서 논란의 선두에 선 인물은 뉴욕 유니온 신학교의 교수였던 찰스 브릭스였다.
브릭스는 예수의 동정녀 탄생에 대한 믿음과 같이 많은 분야에서 전통적인 기독교 가르침을 고수했지만, 보수주의자들은 교리가 시간이 지남에 따라 변해야 하는 역사적 구성물이라는 그의 주장에 경악했다. 그는 모세오경이 모세에 의해 저술되었다거나 이사야서가 단일 저자에 의해 쓰여졌다고 믿지 않았다. 또한 그는 성경 예언이 미래에 대한 정확한 예측이라는 것을 부인했다. 1891년, 브릭스는 성경이 오류를 포함하고 있다고 주장하는 설교를 했는데, 이는 많은 교회인들이 웨스트민스터 신앙고백의 축자 영감과 성경 무오성 교리에 위배된다고 생각하는 입장이었다.
이에 대응하여 63개 노회는 총회에 브릭스에 대한 조치를 취할 것을 청원했다. 1891년 총회는 유니온 신학교의 성서학 석좌 교수 임명을 거부했고, 2년 후 브릭스는 이단으로 판결받아 목사직에서 정직되었다. 결국 유니온 신학교는 브릭스를 해고하기를 거부하고 장로교회와의 관계를 단절했다.
1892년, 총회의 보수주의자들은 총회 개최지인 오리건주 포틀랜드의 이름을 딴 포틀랜드 구출 선언을 채택하는 데 성공했다. 이 선언은 교회의 성경 무오성에 대한 믿음을 재확인하고, 성경을 "믿음과 실천의 유일한 무오한 규칙"으로 확언할 수 없는 모든 목사는 장로교 목사직에서 물러날 것을 요구했다. 포틀랜드 구출 선언은 브릭스를 이단으로 단죄하는 데 사용되었다.

### 20세기
20세기에는 미국의 다른 대부분의 종교 단체보다 장로교와 성공회 신자들이 더 부유하고 교육 수준이 높았으며(1인당 학위 및 대학원 학위 소지자가 많았음), 미국의 사업, 법률, 정치 분야의 상류층에 불균형적으로 많이 분포되어 있었다.
미국의 사회적, 문화적 엘리트로 여겨지는 보스턴 브라만들은 종종 미국 상류층, 하버드 대학교; 그리고 미국 성공회 및 장로교회와 연관되었다. 미국의 구자산은 일반적으로 백인 앵글로색슨 개신교("WASP") 지위와 관련되었으며, 특히 미국 성공회와 장로교회와 관련이 깊다.

#### 신앙고백서 개정

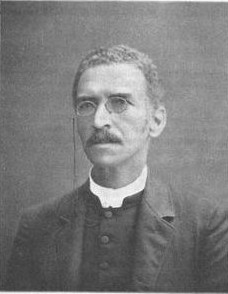
장로교 목사 프랜시스 제임스 그림케는 아프리카계 미국인들의 동등한 권리를 강력히 지지했다.

브릭스의 이단 재판은 예정론과 선택론 교리를 완화하고자 했던 신앙고백서 개정 운동에 차질을 빚게 했다. 그럼에도 불구하고, 총회에는 계속해서 개정 요구가 제기되었다. 1903년에는 "성령"과 "하나님의 사랑과 선교"라는 두 장이 신앙고백서에 추가되었고, 교황이 적그리스도라는 언급은 삭제되었다. 보수주의자들이 가장 불쾌하게 여긴 것은 교회의 선택 교리를 명확히 하기 위해 새로운 "선언적 진술"이 추가되었다는 점이었다. 보수주의자들은 "선언적 진술"을 비판하며 그것이 아르미니우스주의를 조장한다고 주장했다.
1903년의 웨스트민스터 신앙고백 개정은 결국 아르미니우스주의 경향이 있는 컴벌랜드 장로교회 소속의 많은 회중들이 1906년에 PCUSA와 재통합하게 만들었다. 압도적으로 승인되었지만, 이 재통합은 교리적 적합성 문제와 컴벌랜드 장로교회 내의 인종 분리 문제로 인해 PCUSA 내에서 논란을 일으켰다. 워필드는 교리적 근거에서 합병을 강력히 비판했다. 프랜시스 제임스 그림케와 헤릭 존슨과 같은 북부 장로교인들은 재통합의 대가로 컴벌랜드 장로교인들이 요구한 남부의 인종 분리 노회 설립에 반대했다. 이러한 반대에도 불구하고, 합병은 압도적으로 승인되었다.

#### 사회복음주의와 전도

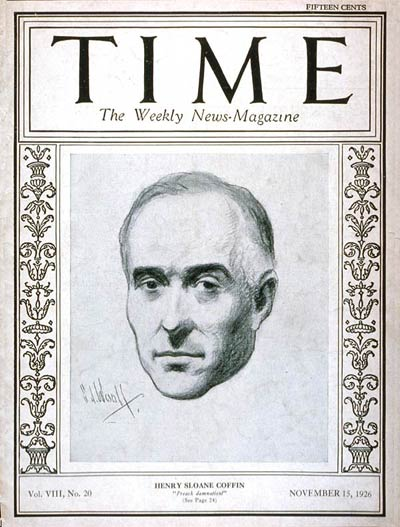
1926년 11월 15일 타임 (잡지) 표지의 헨리 슬론 코핀

20세기 초반까지 개인의 구원뿐만 아니라 사회적 구원도 강조했던 사회복음주의 운동은 장로교회 내에서 지지를 얻었다. 뉴욕 유니온 신학교 총장이자 저명한 자유주의자였던 헨리 슬론 코핀과 같은 중요한 인물들이 이 운동을 지지했다. 장로교인들 사이에서 사회복음주의의 가장 중요한 지지자는 PCUSA 노동자 부서의 초대 책임자였던 찰스 스텔즐이었다. 1903년에 노동자 계층 이민자들을 목회하기 위해 설립된 이 부서는 사회복음주의 의제를 추구하는 최초의 공식 교단 기관이었다. 교회 역사가 브래들리 롱필드에 따르면, 스텔즐은 "하나님의 왕국을 발전시키기 위해 아동 노동법, 산재 보상, 적절한 주거, 그리고 악과 범죄를 해결하기 위한 더 효과적인 방법을 옹호했다." 1908년 재조직된 후, 부서의 업무는 새로 설립된 교회 및 노동 부서와 이민 부서로 분할되었다.
사회복음주의가 교단 내에서 자리를 잡는 동안, 야구 선수 출신 전도자 빌리 선데이의 사역은 복음주의와 부흥주의 전통이 여전히 교단 내에서 강력한 힘을 발휘하고 있음을 보여주었다. 선데이는 20세기 초 가장 저명한 전도자가 되어, 평생 동안 1억 명이 넘는 사람들에게 설교하고 약 100만 명을 회심으로 이끌었다. 스텔즐이 기독교의 사회적 측면을 강조한 반면, 선데이는 주로 개인의 회심과 도덕적 책임에 초점을 맞췄다.

#### 근본주의자–현대주의자 논쟁

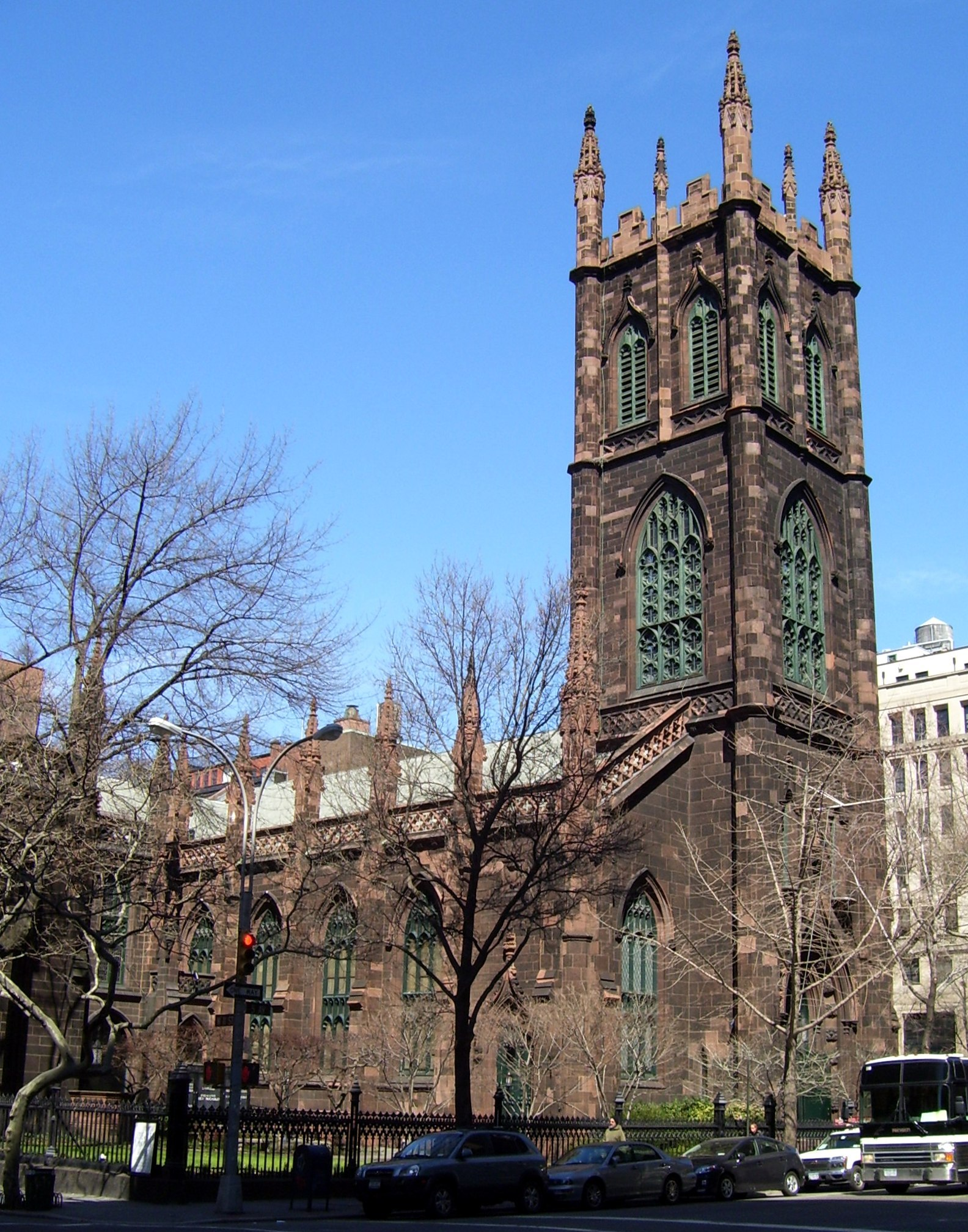
해리 에머슨 포스딕이 "근본주의자들이 승리할 것인가?"를 설교했던 맨해튼의 제1장로교회

1922년과 1936년 사이에 PCUSA는 소위 근본주의자-현대주의자 논쟁에 휩싸였다. 1869년 구학파-신학파 재통합과 1893년 브릭스 이단 재판 이후 수년간 긴장이 고조되어 왔다. 1909년, 뉴욕 노회가 예수의 동정녀 탄생을 확언할 수 없는 일단의 사람들에게 설교 면허를 부여하면서 갈등은 더욱 악화되었다. 노회의 조치는 1910년 총회에 상소되었고, 총회는 모든 목회 후보자들에게 기독교 신앙의 5가지 본질적 또는 근본적 교리(성경 무오성, 동정녀 탄생, 대속적 속죄, 육체적 부활, 예수의 기적)를 확언하도록 요구했다.
이러한 주제들은 나중에 부유한 장로교인 밀턴과 라임맨 스튜어트가 자금을 지원한 일련의 에세이인 근본주의에서 더 자세히 설명되었다. 저자들은 더 넓은 복음주의 공동체에서 나왔지만, 벤저민 워필드, 윌리엄 에르드만, 찰스 에르드만, 로버트 엘리엇 스피어를 포함한 많은 수가 장로교인이었다.
1922년, 저명한 뉴욕 목사 해리 에머슨 포스딕(침례교인이었으나 특별한 합의에 의해 뉴욕의 제1장로교회 목사로 시무 중)은 "근본주의자들이 승리할 것인가?"라는 제목의 설교를 통해, 교단 내에서 모더니스트 신학에 대한 불관용의 조류가 고조되고 있다고 자신이 인식하는 바에 도전했다. 이에 대해 보수적인 장로교 목사 클라렌스 E. 맥카트니는 "불신이 승리할 것인가?"라는 설교를 통해 자유주의가 "예배도 없고, 하나님도 없고, 예수 그리스도도 없는 기독교"로 이끌 것이라고 경고했다. 프린스턴 신학교의 존 그레섬 메이천도 포스딕에게 1923년 저서 『기독교와 자유주의』로 답변했는데, 여기서 그는 자유주의와 기독교가 두 개의 다른 종교라고 주장했다.
1923년 총회는 5가지 기본 원칙을 재확인하고 뉴욕 노회에 제1장로교회가 웨스트민스터 신앙고백에 따르도록 명령했다. 한 달 후, 노회는 동정녀 탄생을 확언할 수 없는 두 명의 목사에게 면허를 부여했고, 1924년 2월에는 포스딕을 무죄로 판결했으며, 그는 이후 장로교회 직책을 떠났다.
같은 해, 일단의 자유주의 목회자들이 자신들의 신학적 견해를 옹호하는 성명서를 작성했는데, 이는 오번 신학대학의 로버트 헤이스팅스 니콜스의 저술을 바탕으로 했기에 '어번 선언'으로 알려졌다. 1729년의 채택법을 인용하며, 이 선언은 PCUSA에 교리적 자유의 유산을 주장했다. 또한, 교회 교리는 총회와 대다수 노회의 행동에 의해서만 확립될 수 있다고 주장했으며, 따라서 선언에 따르면, 총회는 5가지 기본 원칙에 대한 준수를 요구했을 때 위헌적인 행동을 했다는 것이다.
1925년 총회는 뉴욕 노회의 행동으로 인한 분열 위협에 직면했다. 상황을 완화시키기 위해 총회 의장 찰스 에르드만은 교회의 문제들을 연구하고 해결책을 찾기 위한 특별 위원회 설치를 제안했다. 1926년에 발표된 위원회 보고서는 교회의 신학적 갈등을 해결하기 위한 온건한 접근 방식을 모색했다. 어번 선언에 동의하여, 위원회는 총회에서 발표된 교리적 선언이 대다수 노회의 승인 없이는 구속력이 없다고 결론 내렸다. 보수주의자들에게는 패배였지만, 이 보고서는 총회에서 채택되었다. 보수주의자들은 1929년 총회가 여성의 평신도 장로 안수를 승인하자 더욱 실망했다.

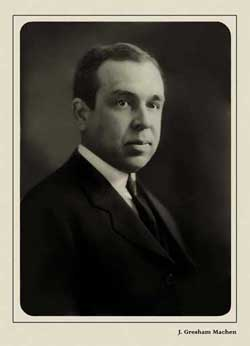
정통장로교회를 조직한 존 그레섬 메이천

1929년, 프린스턴 신학교는 학교의 리더십과 교수진을 구학파 장로교뿐만 아니라 더 넓은 교회를 대표하도록 재편성되었다. 신학교의 새로운 이사회 멤버 중 두 명은 어번 선언에 서명한 사람들이었다. 프린스턴의 구학파 유산을 보존하기 위해, 메이천과 그의 동료 몇 명은 웨스트민스터 신학교를 설립했다.
교회의 선교 활동 상태를 둘러싸고 더 많은 논란이 일어났다. 해외 선교에 대한 관심과 지지 상실을 감지한 비교단 평신도 해외 선교 조사단은 1932년에 『백 년 후의 선교 재고: 평신도 조사』를 발표했는데, 이는 보편주의를 옹호하고 기독교의 유일성을 부정했다. 조사가 처음에 PCUSA의 지지를 받았기 때문에, 많은 보수주의자들은 『선교 재고』가 PCUSA 해외 선교 위원회의 견해를 대표한다고 우려했다. 심지어 이사회 구성원들이 "유일한 주님이시며 구세주이신 예수 그리스도"에 대한 믿음을 확언한 후에도 일부 보수주의자들은 회의적이었고, 이러한 두려움은 유명 작가 펄 S. 벅을 포함한 모더니스트 선교사들에 의해 강화되었다. 처음에 복음주의자였던 벅의 종교적 견해는 시간이 지남에 따라 그리스도의 신성을 부정하는 방향으로 발전했다.
1933년, 메이천과 다른 보수주의자들은 독립 장로교 해외선교회를 설립했다. 1년 후, 총회는 독립 이사회가 위헌이라고 선언하고 모든 교회 회원들에게 독립 이사회와의 관계를 단절할 것을 요구했다. 메이천은 이에 따르기를 거부했고, 1936년에 그의 성직은 정직되었다. 그 후, 메이천은 보수주의자들의 대거 이탈을 이끌어 나중에 정통장로교회로 알려지게 된 교회를 형성했다.

#### 후기 역사

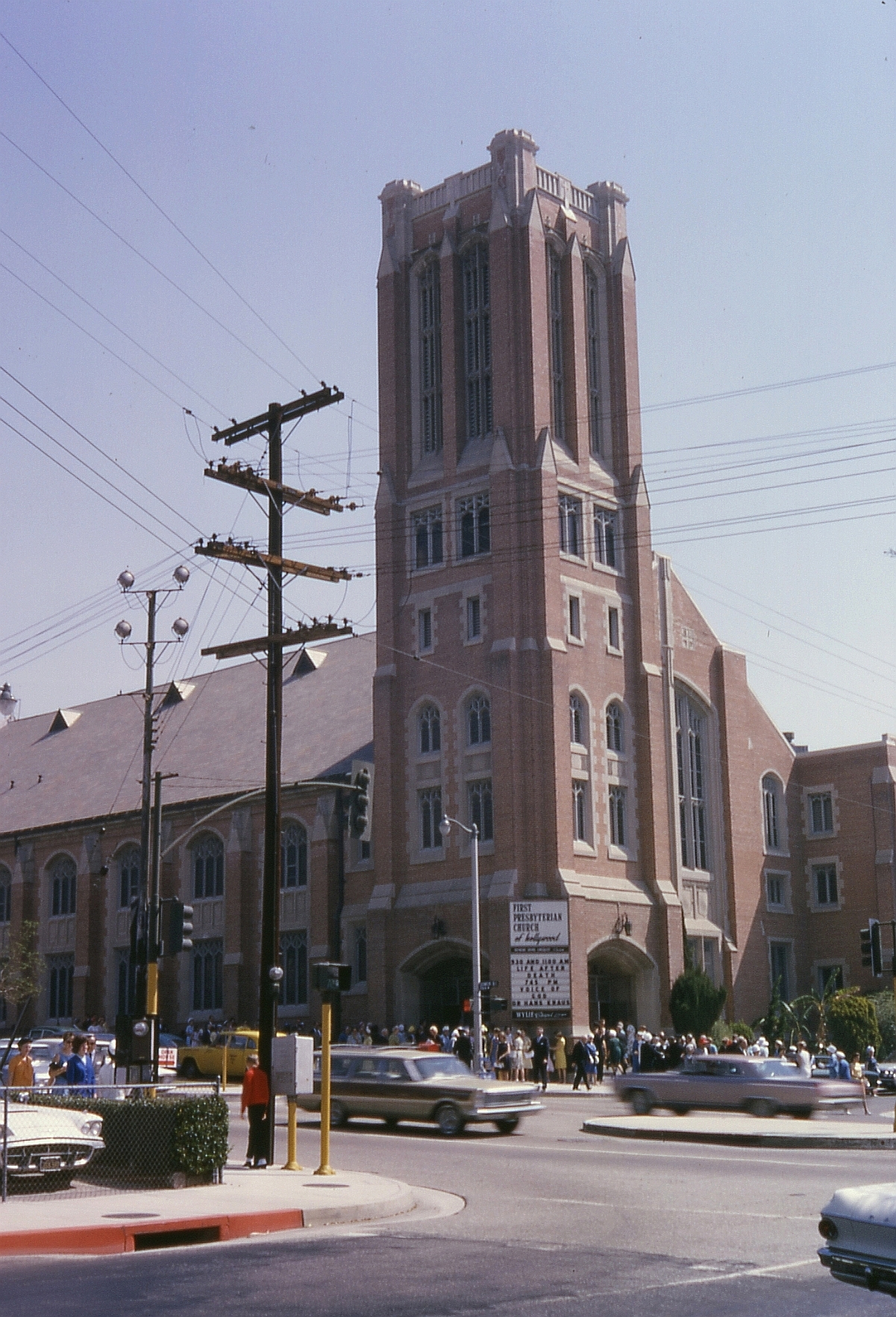
할리우드 제일장로교회. 1950년대 이 복음주의 교회는 PCUSA에서 가장 큰 회중을 자랑했다.

1930년대 대공황이 시작되면서 자유주의 신학의 낙관론은 신뢰를 잃었다. 많은 자유주의 신학자들은 자유주의의 실패, 즉 신적 내재와 인간의 선함에 대한 지나친 강조, 그리고 미국 개신교가 세속주의, 과학, 미국 문화에 종속된 것으로 여겨지는 문제들을 교정하기 위해 신정통주의로 전환했다. 신정통주의 신학자들은 대신 신적 초월성과 인간의 죄성을 강조했다. 1940년대부터 1950년대까지 신정통주의는 장로교 신학교의 분위기를 주도했다. 이 시대의 저명한 장로교 신학자로는 엘머 조지 옴리가우젠과 조셉 해로투니안이 있다.
동시에 복음주의는 계속해서 장로교회에 영향을 미치고 있었다. 1940년대 후반, 캘리포니아 할리우드의 할리우드 제일장로교회에서 기독교 교육자 헨리에타 미어스의 노력으로 이 교회는 교단 내에서 가장 큰 교회가 되었다. 제일장로교회의 전도 강조는 루이스 에반스 주니어(벨 에어 장로교회 설립자), 리차드 핼버슨(미국 상원 채플린), 빌 브라이트(캠퍼스 크루세이드 포 크라이스트 설립자)를 포함한 여러 저명한 인물들에게 깊은 영향을 미쳤다. 역사가 조지 마즈든에 따르면, 미어스는 "어떤 다른 사람보다 서해안 장로교를 형성하는 데 더 많은 기여를 했을 수 있다."
1958년, PCUSA는 100년 역사의 북미 연합장로교회(UPCNA)와 합병했다. 이 교단은 1858년 코버넌터와 시더 장로교인들의 연합으로 형성되었다. 1937년에서 1955년 사이에 PCUSA는 UPCNA, 미국 남장로교회, 심지어 미국 성공회와도 합병 협상을 논의하다가 결국 UPCNA와의 합병으로 결정했다.
UPCNA 내부에서는 보수주의자들이 PCUSA가 1956년에 여성에게 목사직을 안수하기로 결정한 것에 대한 우려(PCUSA는 1922년부터 여성에게 집사직을, 1930년부터 장로직을 안수해 왔다)로 인해 합병에 대한 지지가 감소하고 있었다. 그럼에도 불구하고, 두 교단의 합병은 그해 여름 피츠버그에서 축하되었다. 새로운 교단은 미국 연합장로교회(UPCUSA)로 명명되었다.

## 신념

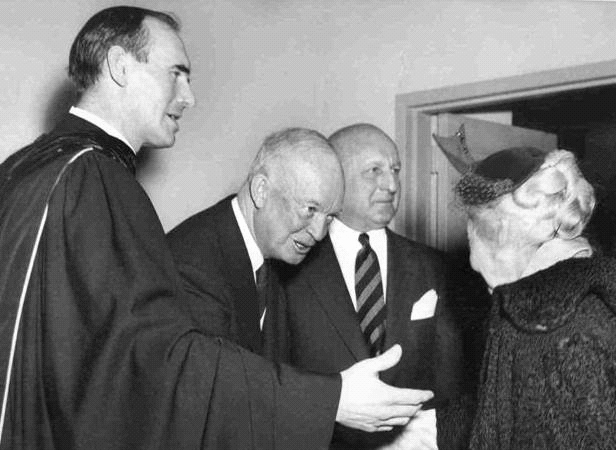
조지 도커티 박사(왼쪽)와 드와이트 D. 아이젠하워 대통령(왼쪽에서 두 번째)이 1954년 2월 7일 아침 뉴욕 애비뉴 장로교회에서.

칼뱅주의 교회로서 미국 장로교회는 다른 장로교 및 개혁 교회와 공통된 신학적 유산을 공유했다. 성경은 교리와 실천의 유일한 무오한 원천으로 여겨졌다. 장로교회는 또한 여러 하위 표준을 인정했는데, 그 중 가장 중요한 것은 웨스트민스터 신앙고백이었다. 안수 서약의 일환으로 목사와 다른 교회 직분자들은 "이 교회의 신앙고백이 성경에 가르쳐진 교리 체계를 담고 있음을 진심으로 받고 채택한다"고 선언해야 했다. 신앙고백 외에도 웨스트민스터 소요리문답과 대요리문답도 사용되었다.
교단이 존재하는 동안, 개혁파 스콜라주의에 기반한 성경 권위와 해석에 대한 "비교적 일관된" 견해가 1930년대까지 장로교 사상을 지배했다. 과학 혁명에 대한 반응으로, 신앙고백서에 나타난 성경 무류성 교리는 성경 무오성으로 변모되었는데, 이는 성경이 과학과 역사에 있어서 오류가 없다는 사상이다. 이러한 성경 해석 접근 방식은 18세기와 19세기에 프린스턴, 하버드 및 기타 미국 대학들을 지배했던 스코틀랜드 상식 학파와 함께 나타났다. 성경 해석에 적용될 때, 상식 철학은 신학자들이 모든 시대와 문화의 사람들이 유사한 방식으로 생각한다고 가정하도록 장려했다. 따라서 문화와 맥락의 차이에 관계없이 현대 해석자가 성경 저자의 마음을 알 수 있다고 믿었다. 이러한 형태의 문자주의는 장로교 대학과 신학교에서 표준 가르침이었다.
1800년대 후반 고등비평의 등장은 "성경이 고대 근동 사람들이 쓴 자료들로 구성되어 있으며, 그들의 세계관과 사고방식은 19세기 미국인들의 그것과 매우 다른 언어 구조와 문화적 맥락에서 형성되었다"고 주장함으로써 이러한 지배적인 견해에 도전장을 내밀었다. 무오성을 본질적인 교리로 여기는 다수와 그것이 "믿음과 삶"을 위한 성경적 권위를 실제로 약화시킨다고 믿는 소수 사이의 분열이 나타났다. 1892년부터 총회는 모든 목사가 확증해야 할 신념을 명시함으로써 자유주의 신학에 맞서 싸우려 했다. 1910년부터 1927년까지 웨스트민스터 신앙고백은 공식적으로 5가지 기본 신념(성경 무오성, 동정녀 탄생, 대속적 속죄, 육체적 부활, 그리스도의 기적)에 따라 해석되었다.
분열 가능성에 직면하여, 총회는 1927년 이후 "신학적 분권화"를 선택했다. 총회는 교회의 헌법을 먼저 개정하지 않고는 본질적인 신념을 정의할 수 없다고 결정했는데, 이는 신앙고백에 대한 대안적 해석에 더 큰 관용을 허용했다. 근본주의자-현대주의자 논쟁의 결과는 교회가 평화를 유지하기 위해 궁극적으로 "온건한 자유주의"를 받아들였다는 것이다.
자유주의 신학이 1930년대에 수용되던 바로 그 시기에, 어떤 자유주의자들은 제1차 세계 대전, 대공황, 유럽 파시즘의 부상에 직면하여 그들의 전통이 지닌 낙관주의에 실망하면서 새로운 신학 운동이 등장했다. 신정통주의자들은 서구 문화의 위기를 해결할 수 있는 "더 견고한 신학"을 구축하기 위해 성경과 16세기 개신교 개혁자들을 다시 돌아보았다. 성경을 "인류의 진화하는 종교적 의식의 기록"으로 보는 경향이 있던 자유주의자들과 달리, 신정통주의자들은 성경을 하나님께서 자신을 — 예수 그리스도의 인격으로 — 인류에게 말씀하고 계시하시는 도구로 이해했다. 동시에 신정통주의는 성경 비평을 수용하고 성경 무오성을 거부한다는 점에서 기독교 근본주의와 구별되었다. 성경은 "하나님의 유일한 계시인 예수 그리스도에 대한 충분한 증거"였지만, 오류가 있는 인간이 쓴 오류가 있는 문서였다. 신정통주의는 또한 신적 초월성을 신적 내재보다 강조하고, 전적 타락을 재확언하며, 교회 내의 세속주의와 문화적 수용에 저항하는 것이 특징이었다. 1940년대까지 신정통주의와 밀접하게 관련된 성경신학 운동은 PCUSA 내에서 통일적인 교리적 합의가 되었다.

## 조직
| 연도         | 회원수                         |
| ------------ | ------------------------------ |
| 1789         | 18,000 (추정)                  |
| 1800         | 20,000 (추정)                  |
| 1810         | 28,901                         |
| 1820         | 72,096                         |
| 1830         | 173,327                        |
| 1837         | 220,557                        |
| 1839         | 126,583 구학파; 106,000 신학파 |
| 1849         | 200,830 구학파; 139,047 신학파 |
| 1859         | 279,630 구학파; 137,990 신학파 |
| 1869         | 258,963 구학파; 172,560 신학파 |
| 1870         | 446,560                        |
| 1880         | 578,671                        |
| 1887         | 697,835                        |
| 1925         | 1,828,916                      |
| 1929         | 1,959,006                      |
| 1931         | 1,859,495                      |
| 1933         | 1,914,886                      |
| 1935         | 1,909,487                      |
| 1937         | 1,906,100                      |
| 1940         | 1,971,364                      |
| 1942         | 1,986,257                      |
| 1944         | 2,040,399                      |
| 1946         | 2,174,530                      |
| 1947         | 2,234,798                      |
| 1950         | 2,364,112                      |
| 1952         | 2,441,933                      |
| 1953         | 2,492,504                      |
| 1954         | 2,526,129                      |
| 1955         | 2,645,745                      |
| 1956         | 2,717,320                      |
| 1957         | 2,775,464                      |
| [ 1 ] [ 28 ] |                                |

### 통치 기구
미국 장로교회는 장로제에 따라 조직되었다. 교회의 헌법은 웨스트민스터 신앙고백과 요리문답, 통치 형식(1645년 장로교회 통치 형식에서 채택), 권징서(스코틀랜드 교회 치리서에서 채택), 그리고 하나님 예배를 위한 지침서(1645년 웨스트민스터 지침서에서 채택)로 구성되었다. 장로제와 일관되게, PCUSA의 통치는 일련의 사법 기관에 부여되었다.
지역 교회는 당회에 의해 다스려졌는데, 당회는 회중이 선출한 장로들로 구성되며 목사가 의장직을 맡았다. 당회는 교회의 영적 사안을 감독하고 지침서에 따라 공적 예배를 제공하는 책임을 맡았다. 당회는 또한 교인들에게 교회 권징을 시행하는 책임도 있었다.
지역 교회들은 지리적으로 정의된 노회들로 조직되었다. 노회는 그 관할 내의 모든 목회자들과 각 당회에서 선출된 한 명의 장로로 구성된 대회였다. 연합 교회들은 목회자 수에 비례하여 두 명 이상의 장로로 대표될 자격이 있었다. 노회는 목회자 후보자를 심사하고 면허를 부여하며 안수하는 책임뿐만 아니라 목회자를 판단하고 해임하는 책임도 있었다. 또한 교리적 또는 징계적 문제들을 해결하는 책임이 있었고, 당회로부터의 항소법원 역할도 수행했다. 노회의 업무를 더 효율적으로 관리하기 위해 실행위원회가 임명되었고, 사법적 사건들은 사법위원회로 회부되었다.
세 개 이상의 노회는 시노드를 형성했는데, 시노드는 매년 모였으며 그 구성원은 노회를 대표하는 목사와 장로들이었다. 시노드는 노회로부터의 항소 법원 역할을 했다. 또한 그 아래의 노회와 당회가 교회의 헌법을 준수하는지 확인하는 책임이 있었다.
교회 내 최고 사법 및 항소 기관은 총회였다. 총회 구성원에는 노회에서 선출된 동수의 목사와 장로들이 포함되었다. 총회 구성원들은 "총회 의원"이라고 불렸다. 총회는 매년 모였고 총회장이 의장직을 맡았다. 또한 실행위원회와 사법위원회를 임명했다. 총회는 헌법 개정안을 제안할 수 있었지만, 이는 발효되기 전에 모든 노회의 과반수 승인을 받아야 했다.

### 이사회
교단의 업무는 다양한 교회 이사회를 통해 수행되었다. 1922년 기준으로, 이 이사회에는 다음이 포함되었다.
- 국내선교회[110]
- 해외선교회[110]
- 교육위원회는 신학교육을 추구하는 이들에게 장학금을 수여했다.[111]
- 출판 위원회는 종교 문학 출판과 교단의 주일 학교를 감독했다.[112]
- 교회 건축 기금 위원회는 자체 교회 건물을 건축할 수 없는 회중들에게 재정 지원을 제공했다. 또한 사택 건축을 돕기 위해 무이자 대출을 제공했다.[113]
- 구제 위원회는 은퇴 및 장애 목회자와 선교사에게 재정 지원을 제공했다. 또한 사망한 목회자의 가족에게도 지원을 제공했다. 이 위원회는 장애 목회자와 사망한 목회자의 미망인 및 고아를 위한 집도 운영했다.[113]
- 해방 노예 선교회는 남북 전쟁 말기에 해방 노예들을 위한 교회와 학교를 설립하기 위해 세워졌다. 1923년까지 미국 남부에서 계속 운영되었다. 그 책임에는 아프리카계 미국인 설교자와 교사들을 교육하고 공급하는 것을 돕는 것도 포함되었다. 또한 흑인 학교, 교회, 대학 및 신학교를 짓고 지원했다.[114]
- 대학 및 학원 지원 위원회는 제휴 고등 교육 기관을 위한 모금을 감독했다.[115]

1923년, PCUSA 이사회는 전반적인 재조직을 단행했다. 국내 선교회와 해방 노예 선교회를 포함한 7개 이사회가 폐지되었고, 그 업무는 새로 설립된 국내 선교 이사회 산하로 통합되었다.

## 선교
구학파-신학파 분열 이후, 구학파 총회는 해외 선교회를 설립했다. 아프리카, 브라질, 중국, 콜롬비아, 인도, 일본, 태국에서 선교 활동이 시작되었다. 신학파(회중교회 ABCFM과 협력해왔던)가 1870년에 구학파와 재통합했을 때, 해외 선교회는 ABCFM의 이란, 이라크, 시리아 활동을 인수했다. 재통합된 교단은 또한 한국, 중앙아메리카, 남아메리카, 필리핀으로 선교를 확대했다.
국내 선교 위원회는 아메리카 원주민, 유대인, 아시아 이민자들 사이에서 사역을 수행했다. 장로교 역사학회(Presbyterian Historical Society)의 프레데릭 J. 호이저 주니어에 따르면, PCUSA의 선교 활동은 "토착 교회, 다양한 교육 시설, 병원, 고아원, 신학교, 그리고 교회의 교육, 의료 및 복음주의 사역을 반영하는 다른 기관들을 설립했다."

## 에큐메니컬 관계
다른 주류 개신교 교회들과 함께 미국 장로교회는 1908년 연방 교회 협의회(미국교회협의회의 전신)의 창립 회원이다. 제1차 세계 대전 중 PCUSA는 연방 교회 협의회의 총 전시 위원회 활동에 주요 기여자로, 이는 담당사제를 조율하고 전쟁 노력을 지원했다. 1918년부터 1920년까지 교회는 짧게 존재했던 국제적인 에큐메니컬 조직인 교회간 세계 운동에 참여했다.

### 내용주
1. 1 2  Presbyterian Church in the U.S.A. Denominational Profile 보관됨 2016-07-01 - 웨이백 머신. The Association of Religion Data Archives (ARDA). Accessed May 26, 2014.
2. ↑  “History of the Church”. Presbyterian Historical Society. 2015년 1월 6일에 확인함.
3. ↑  “John Knox: Scottish Reformer”. Presbyterian Historical Society. 2014년 10월 2일. 2015년 1월 6일에 확인함.
4. ↑  “A Brief Guide to PCI”. Presbyterian Church of Ireland. 2018년 2월 19일에 원본 문서에서 보존된 문서. 2017년 4월 9일에 확인함.
5. ↑  "Presbyterian Church (U.S.A.)". Encyclopædia Britannica Online. Accessed May 29, 2014.
6. ↑  Longfield 2013, 1–2쪽.
7. ↑  Longfield 2013, 2쪽.
8. ↑  Thompson 1895, 19쪽.
9. ↑  Longfield 2013, 3쪽.
10. ↑  Thompson 1895, 23, 25쪽.
11. ↑  Longfield 2013, 3–4쪽.
12. ↑  Longfield 2013, 5–6쪽.
13. ↑  Longfield 2013, 7–8쪽.
14. ↑  Longfield 2013, 8쪽.
15. ↑  Longfield 2013, 14쪽.
16. ↑  Longfield 2013, 8–10쪽.
17. ↑  Thompson 1895, 33쪽.
18. ↑  Longfield 2013, 15, 17쪽.
19. ↑  Longfield 2013, 19, 29쪽.
20. ↑  Longfield 2013, 27쪽.
21. ↑  Ahlstrom 2004, 274쪽.
22. ↑  Hart & Meuther 2007, 77쪽.
23. ↑  Longfield 2013, 40–41쪽.
24. ↑  Balmer & Fitzmier 1993, 37쪽.
25. 1 2  Balmer & Fitzmier 1993, 38쪽.
26. ↑  Thompson 1895, 66–67쪽.
27. ↑  Longfield 2013, 49쪽.
28. 1 2  Nevin 1888, vii쪽.
29. ↑  Hart & Meuther 2007, 103쪽.
30. ↑  Longfield 2013, 58쪽.
31. ↑  Hart & Meuther 2007, 97쪽.
32. ↑  Longfield 2013, 61쪽.
33. 1 2  Longfield 2013, 58–59쪽.
34. ↑  Longfield 2013, 71쪽.
35. ↑  Longfield 2013, 72쪽.
36. 1 2 3  Heuser 1988, 1쪽.
37. 1 2  Horvath.
38. ↑  Longfield 2013, 83쪽.
39. ↑  Longfield 2013, 55쪽.
40. ↑  Longfield 2013, 55–56쪽.
41. ↑  Longfield 2013, 56쪽.
42. ↑  Longfield 2013, 57, 139쪽.
43. ↑  Longfield 2013, 60–61, 68쪽.
44. ↑  Longfield 2013, 65, 68쪽.
45. ↑  Longfield 2013, 68–70쪽.
46. ↑  Longfield 2013, 78쪽.
47. ↑  Longfield 2013, 91쪽.
48. ↑  Schaff 1877, 777–780쪽.
49. ↑  Longfield 2013, 92쪽.
50. ↑  Commonwealth v. Green, 4 Wharton 531, 1839 Pa. LEXIS 238 (1839).
51. ↑  Longfield 2013, 87쪽.
52. ↑  Longfield 2013, 88쪽.
53. ↑  Longfield 2013, 89–90쪽.
54. ↑  Longfield 2013, 94쪽.
55. 1 2  Hall 1982, 111쪽.
56. ↑  Longfield 2013, 107쪽.
57. ↑  Longfield 2013, 108쪽.
58. ↑  Longfield 2013, 112–113쪽.
59. ↑  Longfield 2013, 114–115쪽.
60. ↑  Longfield 2013, 118–120쪽.
61. 1 2 3 4 5 6  Hart & Meuther 2005.
62. ↑  Longfield 2013, 121, 125쪽.
63. ↑  Longfield 2013, 125–126쪽.
64. ↑  Balmer 2004, 549–550쪽.
65. ↑  Irving Lewis Allen, "WASP—From Sociological Concept to Epithet," Ethnicity, 1975 154+
66. ↑  Hacker, Andrew (1957). 《Liberal Democracy and Social Control》. 《American Political Science Review》 51. 1009–1026 [p. 1011]쪽. doi:10.2307/1952449. JSTOR 1952449.
67. ↑  Baltzell (1964). 《The Protestant Establishment》. New York, Random House. 9쪽.
68. ↑  B. Rosenbaum, Julia (2006). 《Visions of Belonging: New England Art and the Making of American Identity》. Cornell University Press. 45쪽. ISBN 9780801444708. By the late nineteenth century, one of the strongest bulwarks of Brahmin power was Harvard University. Statistics underscore the close relationship between Harvard and Boston's upper strata.
69. ↑  C. Holloran, Peter (1989). 《Boston's Wayward Children: Social Services for Homeless Children, 1830-1930》. Fairleigh Dickinson Univ Press. 73쪽. ISBN 9780838632970.
70. ↑  J. Harp, Gillis (2003). 《Brahmin Prophet: Phillips Brooks and the Path of Liberal Protestantism》. Rowman & Littlefield Publishers. 13쪽. ISBN 9780742571983.
71. ↑  Irving Lewis Allen,  "WASP—From Sociological Concept to Epithet", Ethnicity, 2.2 (1975): 153-162.
72. ↑  Davidson, James D.; Pyle, Ralph E.; Reyes, David V. (1995). 《Persistence and Change in the Protestant Establishment, 1930-1992》. 《Social Forces》 74. 157–175쪽. doi:10.1093/sf/74.1.157. JSTOR 2580627.
73. ↑  Longfield 2013, 139쪽.
74. ↑  Longfield 2013, 139–141쪽.
75. ↑  Longfield 2013, 135–136쪽.
76. ↑  "Workingmen's Department" 2003, 65쪽.
77. ↑  Longfield 2013, 137–138쪽.
78. 1 2 3  Longfield 2013, 142쪽.
79. ↑  Longfield 2013, 149쪽.
80. 1 2  Longfield 2013, 150쪽.
81. ↑  Longfield 2013, 152쪽.
82. 1 2  Longfield 2013, 153쪽.
83. ↑  Longfield 2013, 154쪽.
84. ↑  Longfield 2013, 156–157쪽.
85. ↑  Longfield 2013, 157쪽.
86. ↑  Longfield 2013, 159쪽.
87. ↑  Longfield 2013, 160–162쪽.
88. ↑  Longfield 2013, 160–163쪽.
89. ↑  Longfield 2013, 163–166쪽.
90. ↑  Longfield 2013, 167, 169쪽.
91. 1 2  Hart & Meuther 2007, 214쪽.
92. ↑  “History”. 《Presbyterian Women》 (미국 영어). 2022년 5월 13일에 확인함.
93. ↑  PCUSA 1916, 372, 382쪽.
94. 1 2  PCUSA 1916, 1쪽.
95. ↑  Rogers 1981, 132쪽.
96. ↑  Rogers 1981, 133쪽.
97. 1 2  Rogers 1981, 134쪽.
98. 1 2  Moorhead 2001, 72쪽.
99. ↑  Rogers 1981, 135쪽.
100. ↑  Moorhead 2001, 73, 75쪽.
101. ↑  Moorhead 2001, 73쪽.
102. ↑  Rogers 1981, 135–136쪽.
103. ↑  Longfield 2013, 163, 165쪽.
104. ↑  Moorhead 2001, 74쪽.
105. ↑  PCUSA 1916, 360쪽.
106. ↑  PCUSA 1916, 361–362쪽.
107. ↑  PCUSA 1916, 364–366쪽.
108. ↑  PCUSA 1916, 368–369쪽.
109. ↑  PCUSA 1916, 369–371쪽.
110. 1 2  Bittinger 1922, 21쪽.
111. ↑  Bittinger 1922, 22쪽.
112. ↑  Bittinger 1922, 24쪽.
113. 1 2  Bittinger 1922, 25쪽.
114. ↑  “Guide to the United Presbyterian Church in the U.S.A. Board of Missions for Freedmen Records”. 《history.pcusa.org》. Presbyterian Historical Society. 2019년 3월 2일에 확인함.
115. ↑  Bittinger 1922, 27쪽.
116. ↑  “Guide to the Board of National Missions Office of the General Secretary Records”. 《history.pcusa.org》. Presbyterian Historical Society. 2019년 3월 2일에 확인함.
117. 1 2  Heuser 1988, 2쪽.
118. ↑  Longfield 2013, 145쪽.
119. ↑  Longfield 2013, 146–148쪽.

### 참고 문헌
- Ahlstrom, Sydney E. (2004) [1972]. 《A Religious History of the American People》 2판. Yale University Press. ISBN 0-385-11164-9.
- Balmer, Randall Herbert (2004). 《Encyclopedia of Evangelicalism》. Louisville, KY: Westminster John Knox Press. ISBN 978-0-664-22409-7.
- Balmer, Randall Herbert; Fitzmier, John R. (1993). 《The Presbyterians》. Denominations in America 5. Praeger. ISBN 0313260842.
- Bittinger, Benjamin F. (1922). 《Manual of Law and Usage》 Revis판. Philadelphia: Presbyterian Board of Publication and Sabbath-School Work.
- Hall, Russell E. (Summer 1982). 《American Presbyterian Churches—A Genealogy, 1706–1982》. 《Journal of Presbyterian History》 60 (미국 장로교역사연구소). 95–128쪽. JSTOR 23328527.
- Hart, D.G.; Meuther, John (2005). 《Turning Points in American Presbyterian History, Part 8: Confessional Revision in 1903》. 《New Horizons》. 2018년 8월 30일에 원본 문서에서 보존된 문서.
- Hart, D.G.; Meuther, John (2007). 《Seeking a Better Country: 300 Years of American Presbyterianism》. Phillipsburg, New Jersey: P&R Publishing. ISBN 9781629956541.
- Heuser, Frederick J. Jr. (1988). “Presbyterians in Mission: An Historic Overview” (PDF). Gale. 2015년 1월 20일에 원본 문서 (PDF)에서 보존된 문서.
- Horvath, David G. “American Home Missionary Society”. 《amistadresearchcenter.tulane.edu》. Amistad Research Center. 2017년 7월 24일에 원본 문서에서 보존된 문서. 2020년 5월 10일에 확인함.
- 《1903: The Founding of the Workingmen's Department, Presbyterian Church in the U.S.A.》. 《Journal of Presbyterian History》 81 (Presbyterian Historical Society). Spring 2003. 64–65쪽. JSTOR 23336441.
- Longfield, Bradley J. (2013). 《Presbyterians and American Culture: A History》. Louisville, Kentucky: Westminster Johh Knox Press. ISBN 9780664231569.
- Moorhead, James H. (Spring 2001). 《Redefining Confessionalism: American Presbyterians in the Twentieth Century》. 《Journal of Presbyterian History》 79 (Presbyterian Historical Society). 72–86쪽. JSTOR 23335389.
- Nevin, Alfred (1888). 《History of the Presbytery of Philadelphia, and of the Philadelphia Central》. Philadelphia: W. S. Fortescue & Co.
- Presbyterian Church in the USA (1916), 《The Constitution of the Presbyterian Church in the United States of America》, Philadelphia: Presbyterian Board of Publication and Sabbath-School Work.
- Rogers, Jack B. (Summer 1981). 《Biblical Authority and Confessional Change》. 《Journal of Presbyterian History》 59 (Presbyterian Historical Society). 131–160쪽. JSTOR 23328135.
- Schaff, Philip (1877). 《Creeds of Christendom, Volume III. The Creeds of the Evangelical Protestant Churches》. Grand Rapids, Michigan: Baker Book House.
- Thompson, Robert Ellis (1895). 《A History of the Presbyterian Churches in the United States》. The Christian Literature Company.

## 더 읽어보기
- Hodge, Charles (1867), 《The Reunion of the Old and New–School Presbyterian Churches》, New York: Charles Scribner and Co., ISBN 9780837000619, 2017년 4월 9일에 확인함
- Loetscher, Lefferts A. (1954). 《The Broadening Church: A Study of Theological Issues in the Presbyterian Church Since 1869》. Philadelphia: University of Pennsylvania Press.